# Хтонія (дочка Ерехтея)
Хтонія (дав.-гр. Χθονία) — персонаж давньогрецької міфології, афінська царівна, дочка царя Ерехтея і Праксіфеї, сестра Кекропса, Метіона, Пандора, Прокріди, Креуси, Пандори, Орітії і Протогонії. Була дружиною Бута, свого дядька, брата-близнюка свого батька Ерехтея.  
Згідно з різними джерелами була або принесена в жертву, або сама себе вбила тоді, як вона разом з сестрами Протогонією та Пандорою за рішенням її матері Праксіфеї була вибрана як жертва Посейдону за його допомогу в перемозі Афін на військами Елефсіна. Також як варіант мали принести в жертву тільки одну з сестер, найменшу Хтонію, але усі сестри дали слово, що якщо одна з них помре, то й інші себе вб'ють. І тому по смерті Хтонії Протогонія і Пандора покінчили життя самогубством.